# Don Wilson (Schauspieler)

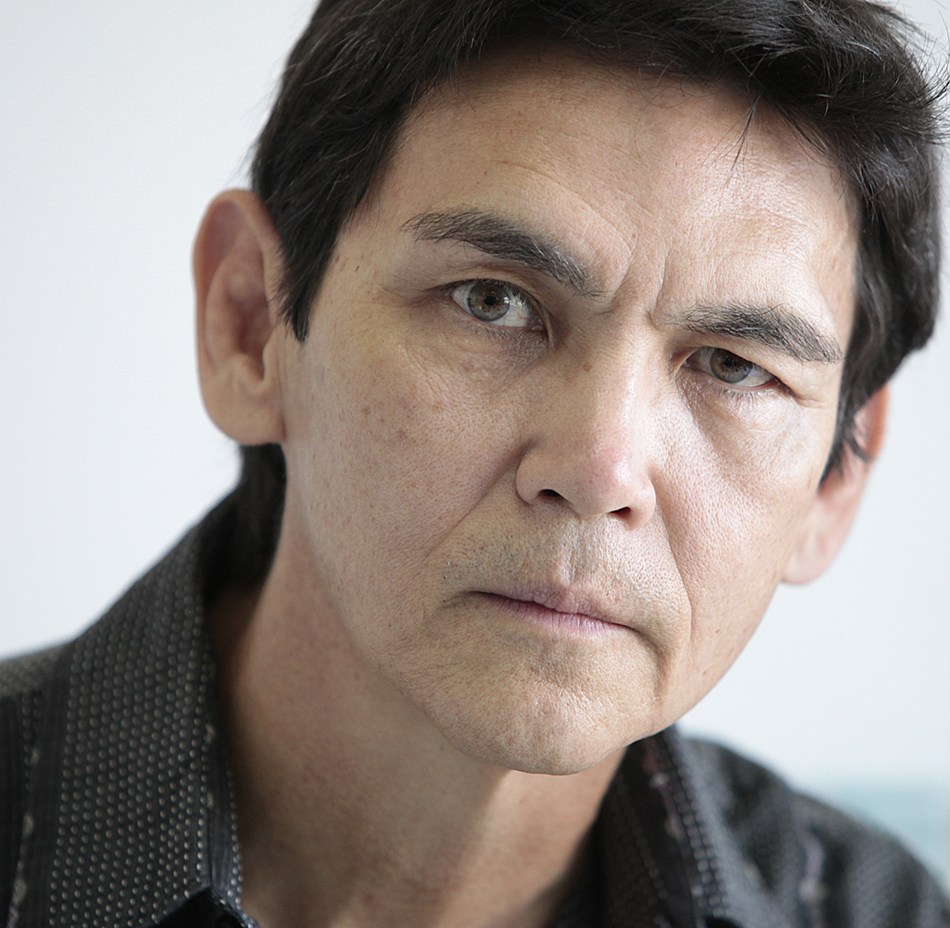
Don Wilson

Don Wilson (* 10. September 1954 in Illinois, USA) ist ein US-amerikanischer Schauspieler und Kickboxer. Sein Spitzname lautet The Dragon, so dass er in Filmen als Don ‚The Dragon‘ Wilson mitwirkt.

## Leben
Aufgewachsen in Florida begann er zu Beginn der 1970er Jahre mit dem Kickboxen und wurde einer der erfolgreichsten Kickboxer aller Zeiten. Er gewann zahlreiche Titel, darunter auch elf Weltmeistertitel.
Nach kleineren Nebenrollen bekam er 1989 die Hauptrolle in dem Film Blood Fist Fighter, der von Roger Corman produziert wurde. Seit dieser Zeit war Wilson Star zahlreicher B-Action-Filme, die er mitunter auch selbst produzierte. Zu diesen gehören auch die – zumindest im deutschsprachigen Raum – sieben Fortsetzungen seines ersten Films Bloodfist. Einen kleinen Auftritt absolvierte er 1995 in Batman Forever. Zwischen 2007 und 2015 trat er lediglich in einem Kurzfilm in Erscheinung, seit 2015 mehren sich seine Filmprojekte wieder. Sein Schaffen umfasst rund 60 Produktionen.
Wilson ist seit 1996 verheiratet und Vater dreier Kinder.

## Filmografie (Auswahl)
- 1987: Behind enemy lines
- 1988: Passage to hell
- 1988: Cop game
- 1988: The Expendables
- 1989: Blood Fist Fighter (Bloodfist)
- 1989: The siege of firebase Gloria
- 1989: Teen Lover (Say Anything…)
- 1989: Das Böse ist wieder da (After Death (Oltre la morte))
- 1990: Bloodfist II
- 1991: Ring of fire
- 1991: Futurekick (Future Kick)
- 1992: Bloodfist 3 – Zum Kämpfen verurteilt (Bloodfist III: Forced to Fight)
- 1992: Blackbelt
- 1992: Bloodfist IV – Die Trying
- 1992: Ein Anwalt sieht rot (Out for blood)
- 1993: Ring of Fire II – Blood and steel
- 1993: Magic Kid
- 1994: Bloodfist V – Human target
- 1994: Cyber Tracker
- 1994: Red sun rising
- 1994: Ring of fire III – Lion strike (Lion Strike)
- 1995: Bloodfist VI – Ground zero
- 1995: Batman Forever
- 1995: Grid runners (Virtual Combat)
- 1995: Bloodfist VII – Manhunt
- 1995: Cyber Tracker 2
- 1996: Terminal Rush – Die Herausforderung (Terminal Rush)
- 1996: Night Hunter
- 1996: Bloodfist VIII – Trained To Kill
- 1997: Tödliches Inferno (Inferno)
- 1997: Hollywood safari
- 1997: Papertrail
- 1998: Whatever Tt Takes – Rächer, Richter und Vollstrecker (Whatever It Takes)
- 1999: Der Prophet (The Prophet)
- 2000: Living Target (Moving Target)
- 2000: Blue shirts
- 2001: Walker, Texas Ranger (1 Episode)
- 2002: Supercop in L.A. (Redemption)
- 2002: Stealing Harvard
- 2004: Sci-Fighter
- 2006: Crooked
- 2007: The Last Sentinel
- 2012: Liberator (Kurzfilm)
- 2015: The Scorpion King 4 – Der verlorene Thron (The Scorpion King: The Lost Throne)
- 2015: Diamond cartel
- 2015: The Martial Arts Kid
- 2015: One More Round
- 2015: Underdog Kids
- 2016: Showdown in Manila
- 2016: The Horde – Die Jagd hat begonnen (The Horde)
- 2017: Death Fighter
- 2017: V-Force – New Dawn of V.I.C.T.O.R.Y.
- 2018: Fury of the Fist and the Golden Fleece
- 2018: The Titman Agency
- 2018: Paying Mr. McGetty
- 2014: Shepherd Code
- 2014: Taken from Rio Bravo